# Caspar Cruciger (teológus)
ifjabbik Caspar Cruciger (Wittenberg, 1525. március 19. – Kassel, 1597. április 16.) német teológus és egyetemi oktató. Édesapja idősebb Caspar Cruciger lelkész.

## Élete
Születési városában lett teológiai tanár, később mint titkos kálvinista Szászországból kiutasították, Kasselbe költözött, konzisztóriumi elnökként halt meg.